# Mont Belvieu
Mont Belvieu è un centro abitato degli Stati Uniti d'America, situato nella contea di Chambers dello Stato del Texas. Parti del suo territorio sono comprese nei confini della contea di Liberty.

## Geografia fisica
Mont Belvieu è situata a 29°51′37″N 94°52′28″W (29.860242, -94.874535).
Secondo lo United States Census Bureau, ha un'area totale di 14,9 miglia quadrate (38,6 km²), di cui 14,5 miglia quadrate (37,6 km²) di terreno e 0,4 miglia quadrate (0,9 km², 2.42%) d'acqua.

## Società

### Evoluzione demografica
Secondo il censimento del 2000, c'erano 2.324 persone, 805 nuclei familiari, e 664 famiglie residenti nella città. La densità di popolazione era di 160,0 persone per miglio quadrato (61,8/km²). C'erano 888 unità abitative a una densità media di 61,1 per miglio quadrato (23,6/km²). La composizione etnica della città era formata dal 90,96% di bianchi, il 4,26% di afroamericani, lo 0,69% di nativi americani, lo 0,43% di asiatici, il 2,50% di altre razze, e l'1.16% di due o più etnie. Ispanici o latinos di qualunque razza erano il 6,50% della popolazione.
C'erano 805 nuclei familiari di cui il 49,1% avevano figli di età inferiore ai 18 anni, il 69,2% erano coppie sposate conviventi, l'8.6% aveva un capofamiglia femmina senza marito, e il 17,4% erano non-famiglie. Il 15,0% di tutti i nuclei familiari erano individuali e il 4,0% aveva componenti con un'età di 65 anni o più che vivevano da soli. Il numero di componenti medio di un nucleo familiare era di 2,88 e quello di una famiglia era di 3,19.
La popolazione era composta dal 31,5% di persone sotto i 18 anni, il 7,3% di persone dai 18 ai 24 anni, il 32,2% di persone dai 25 ai 44 anni, il 23,5% di persone dai 45 ai 64 anni, e il 5,6% di persone di 65 anni o più. L'età media era di 33 anni. Per ogni 100 femmine c'erano 98,5 maschi. Per ogni 100 femmine dai 18 anni in giù, c'erano 97,0 maschi.
Il reddito medio di un nucleo familiare era di 54.732 dollari, e quello di una famiglia era di 64.808 dollari. I maschi avevano un reddito medio pro capite di 47.614 dollari contro i 29.537 dollari delle femmine. Il reddito medio pro capite era di 22.415 dollari. Circa il 6,4% delle famiglie e il 7,4% della popolazione erano sotto la soglia di povertà, incluso il 6,7% di persone sotto i 18 anni e il 18,8% of those age 72 o over.